# Pálfai Péter
Pálfai Péter (Budapest, 1952. július 3. –) magyar színművész.

## Életpályája
1975-ben végzett a Nemzeti Színház stúdiójában, majd a színházban játszott 1975–1977 között. 1977–1983 között a Győri Nemzeti Színház, 1983–1989 között a Pécsi Nemzeti Színház tagja volt. 1989–1992 között szabadfoglalkozású volt. 1992-től az Arizona Színházban játszott. Rendszeresen szinkronizál.

## Fontosabb színházi szerepei
- Józsi (ifj. J. Strauss: A cigánybáró)
- Szörnyeteg Lajos (Lázár Ervin: A hétfejű tündér)
- Mujkó (Huszka Jenő: Gül Baba)
- Link Laja (Brecht: Egy fő az egy fő)

## Filmes és televíziós szerepei
- Szezám utca (1969) – Bert
- Frici, a vállalkozó szellem (1993) – Ügynök
- Szomszédok (1990–1993)
- A Szórád-ház (1997)
- Família Kft. (1997) – Maffiózó
- Kisváros (1997–1999)
- TV a város szélén (1998) – Engel Dezső
- Feri és az édes élet (2001) – Ede
- Ízig-vérig (2019) – Zsűritag
- Legyetek szeretettel (2023) – Somfalvi Sándor
- Volt egyszer egy stúdió (2023) – Dagobert McCsip